# Archivista degli Stati Uniti

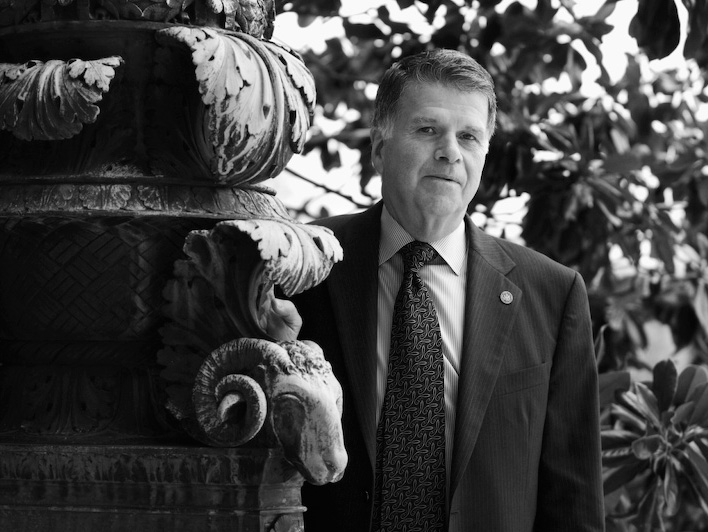
David Ferriero, decimo e attuale archivista degli Stati Uniti

L'Archivista degli Stati Uniti è il principale funzionario responsabile della National Archives and Records Administration. Il primo archivista, R.D.W. Connor, iniziò a prestare servizio nel 1934, quando il Congresso istituì l'Archivio Nazionale come agenzia federale indipendente.

## Compiti
L'Archivista è nominato dal Presidente ed è responsabile della salvaguardia e della messa a disposizione per lo studio di tutti i documenti di valore permanente del governo federale, tra cui la Dichiarazione d'indipendenza, la Costituzione e la Carta dei diritti originali, che sono esposti nell'edificio principale dell'Archivio a Washington.

## Archivisti degli Stati Uniti d'America
Di seguito è riportato l'elenco degli archivisti degli Stati Uniti
     Denota un archivista in attività
| N. | Ritratto | Archivista                    | Inizio del periodo | Fine del periodo  | Presidente(i)                                                          |
| -- | -------- | ----------------------------- | ------------------ | ----------------- | ---------------------------------------------------------------------- |
| 1  |          | Robert Digges Wimberly Connor | 10 ottobre 1934    | 15 settembre 1941 | Franklin D. Roosevelt                                                  |
| 2  |          | Solon J. Buck                 | 18 settembre 1941  | 31 maggio 1948    | Franklin D. Roosevelt Harry S. Truman                                  |
| 3  |          | Wayne C. Grover               | 2 giugno 1948      | 6 novembre 1965   | Harry S. Truman Dwight D. Eisenhower John F. Kennedy Lyndon B. Johnson |
| 4  |          | Robert H. Bahmer*             | 7 novembre 1965    | 9 marzo 1968      | Lyndon B. Johnson                                                      |
| 5  |          | James B. Rhoads**             | 10 marzo 1968      | 1979              | Lyndon B. Johnson Richard Nixon Gerald Ford Jimmy Carter               |
| -  |          | James E. O'Neill              | 1979               | Luglio 1980       | Jimmy Carter                                                           |
| 6  |          | Robert M. Warner              | Luglio 1980        | 15 aprile 1985    | Jimmy Carter Ronald Reagan                                             |
| -  |          | Frank G. Burke                | 16 aprile 1985     | 4 dicembre 1987   | Ronald Reagan                                                          |
| 7  |          | Don W. Wilson                 | 4 dicembre 1987    | 24 marzo 1993     | Ronald Reagan George H. W. Bush Bill Clinton                           |
| -  |          | Trudy Huskamp Peterson        | 25 marzo 1993      | 29 maggio 1995    | Bill Clinton                                                           |
| 8  |          | John W. Carlin                | 30 maggio 1995     | 15 febbraio 2005  | Bill Clinton George W. Bush                                            |
| 9  |          | Allen Weinstein               | 16 febbraio 2005   | 19 dicembre 2008  | George W. Bush                                                         |
| -  |          | Adrienne Thomas               | 19 dicembre 2008   | 5 novembre 2009   | George W. Bush Barack Obama                                            |
| 10 |          | David Ferriero                | 6 novembre 2009    | -                 | Barack Obama                                                           |
| -  |          | Debra Steidel Wall            | 1º maggio 2022     | --                | Joe Biden                                                              |

*Ha ricoperto il ruolo di Archivista ad interim degli Stati Uniti dal 7 novembre 1965 fino alla sua nomina ad Archivista degli Stati Uniti il 16 gennaio 1966.
**Ha ricoperto il ruolo di Archivista ad interim degli Stati Uniti dal 10 marzo 1968 fino alla sua nomina ad Archivista degli Stati Uniti il 2 maggio 1968.